# Первый день битвы при Геттисберге
Первая фаза битвы при Геттисберге проходила 1 июля 1863 года под Геттисбергом, штат Пенсильвания. Сражение являлось частью Геттисбергской кампании американской Гражданской войны. В ходе встречного боя Северовирджинская армия генерала Роберта Ли заставила отступить с позиции федеральные I и XI корпуса, но не смогла развить успех и выбить противника с Кладбищенского холма.
Сражение началось рано утром, когда кавалерийские сторожевые пикеты федеральной дивизии генерала Бьюфорда вступили в перестрелку с идущей к Геттисбергу 2-й дивизией III корпуса Северовирджинской армии (дивизией Генри Хета). Федеральные кавалеристы замедлили наступление противника и дали время двум передовым бригадам I корпуса Потомакской армии занять позиции на хребте Макферсона. На этой позиции они выдержали атаку дивизии Хета, после чего в сражении образовалась пауза. В это время на поле боя подошла дивизия Роберта Роудса, а на помощь I корпусу подошёл XI корпус Ховарда. Роудс атаковал корпус Ховарда, но был отбит. Вслед за этим на поле боя вышла дивизия Джубала Эрли и атаковала корпус Ховарда во фланг. Атака Эрли была поддержана атакой Хета и Роудса, что привело к отступлению федеральной армии, которое перешло в паническое бегство. Вечером Ли приказал генералу Юэллу захватить Кладбищенский холм, если это представляется возможным, но Юэлл не решился на эту атаку. Сражение 1 июля считается 23-м в списке крупнейших (по количеству задействованных войск) сражений Гражданской войны: в нём участвовала четверть Потомакской армии (22 000 чел.) и треть Северовирджинской армии (27 000 чел.).

## Предыстория
25—28 июня 1863 года Северовирджинская армия генерала Ли стояла лагерем под Чамберсбергом, ожидая новостей от кавалерии Стюарта. 28 июня в 10:00 генерал Ли узнал от шпиона Харрисона о близости Потомакской армии, он сразу же отменил наступление на Гаррисберг и отправил генералу Юэллу приказ, в котором сообщил, что противник перешёл Потомак, поэтому Юэллу необходимо вернуться в Чамберсберг. Но за ночь Ли изменил план. Донесение Харрисона упоминало о двух федеральных корпусах около Южных Гор — эти корпуса могли перерезать коммуникации Северовирджинской армии. Ли не зависел от поставок продовольствия, но нуждался в регулярном подвозе боеприпасов. План федерального вторжения в Камберлендскую долину действительно существовал, но был отменён после смещения генерала Хукера. Ли не знал этого, поэтому утром, в 07:30, он отправил Юэллу второй приказ, в котором велел идти к Хейдлерсбергу, а оттуда направляться к Геттисбергу или Кэштауну. Так как дивизия Джонсона уже выступила из Карлайла на Чамберсберг, то Джонсону было приказано следовать до Шиппенсберга, а там повернуть на Кэштаун.
Одновременно Ли отправил остальные дивизии своей армии на восток от Чамберсберга. Его сильно беспокоило отсутствие Стюарта и его кавалерии. Утром 29 июня офицер, прибывший из Вирджинии, сообщил, что по его данным, ещё 27 июня Стюарта видели в Вирджинии. Ли был удивлён и сильно встревожен. Весь день он спрашивал, нет ли новостей о кавалерии, но ничего не узнал. Выяснилось, что кавалерийские бригады Робертсона и Джонса по какой-то причине остались в долине Шенандоа. Из-за этого лошадей не хватало даже для фуражировок, и приходилось использовать для этого лошадей из артиллерийского обоза.
Корпус Хилла начал марш утром 29 июня. Дивизия Генри Хета шла первой и прибыла в Кэштаун вечером, оказавшись в восьми милях от Геттисберга. У Хета образовался целый свободный день и он решил потратить его на рейд в Геттисберг, чтобы раздобыть там продовольствия или обуви. Для этих целей он выбрал бригаду Джеймса Петтигрю. Хет предупредил его, что в Геттисберге могут оказаться ополченцы, но если вдруг там обнаружатся части Потомакской армии, Петтигрю не должен ввязываться в бой. Утром 30 июня Петтигрю отправился в Геттисберг, взяв с собой 55-й Вирджинский пехотный полк для усиления. На подходе к Геттисбергу они встретили человека, которого лейтенант Льюис Янг (адъютант Петтигрю) потом назвал шпионом генерала Лонгстрита. Историк Стивен Сирс предположил, что это мог быть Харрисон. От него Петтигрю узнал, что к городу подходит федеральная кавалерия, поэтому, опросив ещё некоторых местных жителей, он вернул бригаду в Кэштаун и доложил обстановку Хету.
В официальном рапорте Генри Хет написал так:

Утром 30 июня я приказал бригадному генералу Петтигрю направиться с бригадой к Геттисбергу и изучить город на предмет снабжения (особенно обуви) и вернуться в тот же день. Достигнув окраин Геттисберга, генерал Петтигрю обнаружил около города крупные силы кавалерии, усиленные пехотой. В этих обстоятельствах он счёл нежелательным входить в город и отступил к Кэштауну. Результаты наблюдений генерала Петтигрю были переданы генерал-лейтенанту Хиллу, который прибыл в Кэштаун вечером 30-го.
Оригинальный текст (англ.)– On the morning of June 30, I ordered Brigadier-General Pettigrew to take his brigade to Gettysburg, search the town for army supplies (shoes especially), and return the same day. On reaching the suburbs of Gettysburg, General Pettigrew found a large force of cavalry near the town, supported by an infantry force. Under these circumstances, he did not deem it advisable to enter the town, and returned, as directed, to Cashtown. The result of General Pettigrew's observations was reported to Lieutenant-General Hill, who reached Cash-town on the evening of the 30th. 
— Рапорт Генри Хета
Хилл и Хет с недоверием восприняли сообщение Петтигрю, поскольку у этого офицера не было военного образования и боевого опыта. Хилл сказал, что он только что совещался с генералом Ли и у того есть информация, что противник стоит под Миддлбергом и не свернул лагерь. Тогда Петтигрю пригласил лейтенанта Янга, которого Хилл хорошо знал. Янг подтвердил, что замеченная в Геттисберге кавалерия действительно выглядит, как хорошо тренированное подразделение, а не как ополченцы. Хилл всё ещё сомневался, но разрешил Хету отправиться утром в Геттисберг и разобраться, что там происходит.

### Пайп-Крикский циркуляр
30 июня Мид издал приказ, известный как Пайп-Крикский циркуляр, который требовал возвести оборонительные укрепления на реке Биг-Пайп-Крик. Мид предполагал занять эти позиции, в надежде, что их атакует Ли. Армия должна была встать фронтом от Миддлберга до Манчестера. На этой позиции она прикрывала дороги на Балтимор и Вашингтон, а цепь высот, известная как Паррс-Ридж, могла стать запасной позиций в случае отступления от Пайп-Крик. Мид указал, что собирается наступать только тогда, когда это будет однозначно выгодно. Кроме того, он не знал точно, где именно Ли перейдёт Южные Горы. Ли мог перейти их южнее Кэштауна и по дороге Уэйнсборо — Вестминстер выйти во фланг армии Мида. С этой точки зрения позиция на Пайп-Крик была выгоднее, чем позиция под Геттисбергом.

## Сражение
Дивизия Генри Хета выступила из лагеря к Геттисбергу 1 июля в 05:00. Неизвестно, где провела эту ночь каждая бригада; Петтигрю вероятно, стоял лагерем в миле западнее реки Марш-Крик, а Арчер в самом Кэштауне. Бригада Арчера оказалась в голове колонны, бригада Дэвиса шла сразу за ней. Батарея капитана Эдварда Мэри оказалась где-то ближе к голове колонны. Первым шёл 5-й Алабамский батальон и 50 человек 13-го Алабамского полка. Марш проходил без помех, пока колонна не вышла к реке Марш-Крик.

### Встреча Хета и Бьюфорда
Федеральная кавалерийская дивизия Джона Бьюфорда с вечера 30 июня стояла в Геттисберге. Бьюфорд развернул цепь пикетов к северу и западу от города. В двух милях от города на запад находился лагерь бригады Гэмбла; эскадрон 8-го Иллинойсского кавполка под командованием капитана Даниеля Бака занимал высоты над рекой Марш-Крик. Штаб эскадрона находился, вероятно, в таверне Герра в полутора милях от лагеря, а рота Е, под командованием лейтенанта Марселлуса Джонса, охраняла непосредственно участок Чамберсбергской дороги. Джонс разместил три пикета к югу от дороги, два к северу и один пикет прямо на дороге. Последний пикет состоял из сержанта Леви Шафера и рядовых Томаса Келли, Джорджа Сагера, Джеймса Хэйла и Г. О. Доджа. Келли и Хэйл первые заметили колонну противника на Чамберсбергской дороге. Сержант Шафер отсутствовал в этот момент, поэтому Келли донёс о происходящем прямо лейтенанту Джонсу. Когда Джонс прибыл на пост, южане уже были у моста, в 700 метрах от поста. Рядовой Сагер поднял ружьё, но Джонс решил сам сделать первый залп, взял карабин Шафера и выстрелил. Это произошло в 07:30.
Выстрел Джонса дал понять южанам, что им противостоят какие-то вооружённые люди, поэтому колонну остановили и развернули перед ней стрелковую цепь. К пикету Бака в это время присоединился резерв, а Бак отправил курьера предупредить командование полка, откуда затем был отправлен курьер в Геттисберг, чтобы предупредить Бьюфорда и Гэмбла. Южане развернули в цепь 5-й Алабамский батальон и роты В, С и G 13-го Алабамского полка. Вероятно, к ним присоединились снайпера 1-го Теннесийского полка. Орудия Мэри развернулись в батарею около фермы Лора и открыли огонь. Кавалеристов Джонса было, вероятно, около 150 человек, в то время как в стрелковой цепи южан было около 500 человек и они были вооружены более дальнобойными ружьями. Кавалеристы отступили на хребет Герр-Ридж и затем на хребет Макферсона. Они смогли замедлить наступление южан, но не нанесли им серьёзного урона. Алабамский батальон потерял в этой перестрелке всего 7 человек, а полковник Фрай назвал сопротивление противника незначительным. Слабое сопротивление кавалерии в итоге привело к тому, что офицеры южан недооценили силы противника под Геттисбергом.
Альфред Плезонтон впоследствии утверждал, что именно он приказал Бьюфорду удерживать Геттисберг до последней возможности, но вероятнее, что Бьюфорд сам принял это решение. Он разместил свою кавалерию на хребте Макферсона, справа и слева от Чамберсбергской дороги. В центре была поставлена батарея Калефа (Батарея А 2-го артиллерийского полка), которая состояла из шести 3-дюймовых нарезных орудий, сведённых в три секции под командованием лейтенанта Роджера, сержанта Ньюмана и сержанта Пергель. Бьюфорд приказал распределить орудия по широкому фронту, чтобы создать иллюзию многочисленности артиллерии. Одновременно вся бригада Гэмбла, около 900 человек, была послана на хребет.
Между тем южане вышли на высоту Герр-Ридж и развернулись в боевую линию. Бригада Арчера встала правее дороги, а бригада Дэвиса левее. Артиллерия заняла позиции: 4 орудия батареи Мари встали около таверны Герра, к ней присоединилась батарея Макгро и батарея Зиммермана, а затем батарея Греншоу и Брендера. 8 орудий южан открыли огонь по 4-м орудиям Калефа. Хет приказал начать наступление, чтобы выявить, с какими силами он столкнулся. По мнению генерала Арчера было крайне опасно начинать атаку в таком отрыве от резервов, но он не смог переубедить Хета. Бригады Дэвиса и Арчера двинулись вперёд, оттесняя кавалеристов Бьюфорда к реке Уиллоуби-Ран и за реку. В это время был ранен полковник Джон Стоун, командир 2-го Миссисипского полка.
Впоследствии Бьюфорд писал, что бригада ожесточённо сражалась два часа, но вероятнее, бой был не столь интенсивен. Бригада Гэмбла потеряла 99 человек, бригада Дэвина — 28 человек, а батарея Калефа — 12. 8-й Иллинойсский полк, на которого легла вся нагрузка встречного боя, потерял всего 8 человек. Остальные полки в тот день потеряли от 20 до 40 человек, но это, вероятно, с учётом последующих дневных боёв.

### Гибель генерала Рейнольдса
Утром 1 июля генерал Рейнольдс командовал I и XI корпусами. I корпус стоял в Эммитсберге, а сам Рейнольдс проснулся в 04:00, когда получил приказ Мида идти к Геттисбергу для поддержки кавалерии. По его приказу в 08:00 Эбнер Даблдэй направил корпус на север. Предполагалось, что дивизии начнут марш от последней к первой, но Рейнольдс, прибыв в лагерь дивизии Уодсворта, которая стояла лагерем у реки Марш-Крик ближе всего к Геттисбергу, лично приказал ей не терять времени и начинать марш. Первой пошла бригада Лизандера Катлера (1600 человек), за ней бригада Соломона Мередитта. Рейнольдс ехал с эскортом во голове колонны. В трёх милях от Геттисберга появился вестовой от Бьюфорда, который сообщил о начале перестрелки. Рейнольдс сразу же отправился в Геттисберг, нашёл Чамберсбергскую улицу и по ней вышел к позиции Бьюфорда на хребте Макферсона. В это время южане как раз разворачивались для атаки на высоте Герр-Ридж. Рейнольдс и Бьюфорд изучили позицию противника и, по-видимому именно тогда Рейнольдс принял решение удерживать хребет Макферсона, пообещал Бьюфорду прислать пехоту, и отправил вестовых Миду, Ховарду и, вероятно, Сиклсу. К Миду был направлен капитан Стивен Уэлд, который отбыл в 10:00.
Рейнольдс вернулся на Эммитсбергскую дорогу и встретил бригаду Катлера у фермы Кодори. Он приказал разобрать изгородь, чтобы пехота прошла к хребту Макферсона напрямую полями, и обсудил ситуацию с Уодсвортом. Они решил не принимать бой в городе, чтобы не нанести ему ущерба. Рейнольдс отправился к хребту в голове колонны Уодсворта и прибыл на место, когда кавалеристы Бьюфорда уже отступали правым флангом к Семинарскому хребту. Рейнольдс приказал батарее капитана Хола занять то место, где до этого стояла батарея Калефа и открыть огонь по батареям противника, чтобы отвлечь их на себя. Он велел Уодсворту прикрыть батарею справа, а сам занялся прикрытием слева. Справа от батареи развернулись передовые полка Катлера — 76-й Нью-Йоркский, 56-й пенсильванский и 147-й Нью-Йоркский, а слева — 84-й Нью-Йоркский пехотный полк и 95-й Нью-Йоркский пехотный полк под командованием полковника Эдварда Фоулера. Левее позиций Фоулера находился лес Макферсона. Это была светлая роща без подлеска, и Рейнольдс заметил, как через лес приближается бригада Арчера. Ситуация была критическая: противник мог выйти им во фланг, отбросить бригаду Катлера и встретить бригаду Меридита уже на выгодной высоте.
Рейнольдс приказал подполковнику Крессу найти и привести на позицию бригаду Меридита. Кресс нашёл 2-й Висконсинский пехотный полк, который шёл от Семинарского хребта к хребту Макферсона, и направил его к лесу. Здесь полк попал под залп противника, которым был убит подполковник Джордж Стивенс. Рейнольдс наблюдал за выдвижением полка; рядом с ним был ординарец, рядовой Чарльз Вейл. Впоследствии Вейл утверждал, что Рейнольдс лично возглавил 2-й Висконсинский, но никто из ветеранов полка этого не помнил. Вероятнее, Рейнольдс находился позади полка, откуда крикнул: «Вперёд, вперёд во имя Господа! Выбейте этих парней из леса!». Затем он обернулся в сторону семинарии, и в этот момент пуля попала ему в шею. Рейнольдс был убит наповал, но несколько офицеров вынесли его в тыл, надеясь, что он выживет. Они же уведомили о его смерти Даблдэя.

### Атака Арчера
Когда бригада генерала Джеймса Арчера перешла Уиллоуби-Ран, три её полка (1-й, 7-й и 14-й Теннессийские) поднялись вверх по склону и вошли в лес Макферсона. Там они встретили 2-й Висконсинский полк, который был еле виден в дыму и который открыл по ним огонь с расстояния в 40 или 50 метров, а потом бросился в атаку. Эта неожиданная атака сразу отбросила теннессийцев вниз по склону. В это время 13-й Алабамский полк наступал правее; подполковник Горж из 1-го предложил алабамцам развернуться влево и атаковать висконсинский полк во фланг. Полк развернулся, оказавшись правым флангом на вершине хребта, и открыл огонь по 2-му Висконсинскому с дистанции в 75 метров. В это время полк неожиданно получил приказ срочно отступать назад за реку.
Причиной отступления были остальные полки железной бригады, которые как раз вышли на поле боя. Первым подошёл 7-й Висконсинский, который встал левее и сзади 2-го. По нему начали стрелять, но из-за густого дыма было непонятно, свои это или чужие. Капитан Уодсворт (адъютант Даблдея) сказал им, что это противник, и что Даблдей требует немедленно атаковать. В это время 19-й Индианский строился левее, а затем подошёл 24-й Висконсинский, и встал левее 19-го. Пока они строились, 2-й Висконсинский продолжал атаку вниз по склону, и в этот момент был ранен его командир, полковник Фэирчайлд. Генерал Мередит приказал трём левым полкам атаковать, и эти полки, которые ещё не понесли потерь, двинулись вперёд, на фронт и фланг бригады Арчера. Они постепенно разворачивались вправо, и журналисты потом писали, что бригада напоминала две створки двери, которые схлопывались, зажимая между собой 1500 пленных южан (хотя в реальности бригада Арчера была втрое меньше). Такое стало возможно потому, что Хет не обеспечил поддержки бригады с тыла.
Генерал Арчер был взят в плен и стал первым бригадным генералом Северовирджинской армии, который попал в плен с того момента, как Ли принял командование. Рядовой Патрик Мэлони из роты «G» 2-го Висконсинского увидел Арчера и группу южан, бросился вперёд и схватил генерала, который сначала сопротивлялся, но потом прекратил сопротивление. Мэлони отвёл его к майору Мансфилду, которому Арчер отдал саблю. Мансфилд сдал Арчера и его саблю лейтенанту Дэйли, который доставил Арчера в тыл, а саблю передал генералу Мередиту. По воспоминаниям самого Дэйли, он отправил пленного в штаб Мередита, а саблю оставил себе. Позже он попал в плен, но оставил саблю в геттисбергском доме, где её забрал полковник 24-го Мичиганского полка. Дэйли сумел вернуть саблю и в конце года передал её генералу Мередиту. В 1881 году семья Мередита вернула её Дэйли.

### Атака Дэвиса
Бригада Джозефа Дэвиса в тот день состояла из трёх полков и насчитывала 1700 человек. Она шла в колонне за бригадой Арчера и, поднявшись на хребет Герр-Ридж, развернулась слева от Арчера: 42-й Миссисипский полк встал на правом фланге, 2-й Миссисипский в центре, фронтом к ферме Бендера, а 55-й Северокаролинский на левом фланге. Стрелковая цепь была развёрнута перед её фронтом. Она начала наступать одновременно с бригадой Арчера, оттесняя кавалеристов Гэмбла, которые в итоге отошли к каменной стене на Дубовом хребте.
Когда люди Дэвиса поднялись на хребет они столкнулись с бригадой Лизандера Катлера: по ним открыли огонь 76-й Нью-Йоркский и 56-й Пенсильванский полки. 147-й Нью-Йоркский полк потерял порядок, когда через него выходила на позицию батарея Холла, и его командир, подполковник Миллер, не смог понять, куда надо направить полк. Чуть позже кто-то из штабных офицеров приказал ему прикрыть батарею Холла справа, и Миллер развернул полк в линию севернее железнодорожной выемки. В это время 55-й Северокаролинский стал обходить правый фланг бригады, поэтому Уодсворт приказал Катлеру отступить к лесу Шидс-Вуд. 56-й и 76-й отступили организованно, но подполковник Миллер был ранен, не успев отдать приказ об отступлении. Командование принял майор Харни, который не знал о приказе об отступлении. 55-й выходил полку во фланг и Харни развернул вправо три крайние роты. Положение полка успел заметить Уодсворт, который отправил лейтенанта Элсворта передать приказ на отступление. Из 380 человек только 75 сумели отступить к Дубовому хребту.
6-й Висконсинский пехотный полк подполковника Дауэса последним из полков железной бригады прибыл на поле боя. Дауэс собирался встать на левом фланге бригады, но ему приказали остановиться в тылу, а затем Даблдей приказал полку идти на правый фланг позиции. Висконсинцы видели, как 56-й и 76-й полки Катлера отходят на восток, как отходит 147-й, и, вероятно, в то же время они увидели, как тело генерала Рейнольдса выносят с поля боя. Южане преследовали бригаду Катлера, наступая на восток, и 6-й Висконсинский оказался как раз на их правом фланге. Южане заметили приближение полка и развернулись фронтом на юг, заняв позицию вдоль железной дороги и железнодорожной выемки. 2-й Миссисипский встал в центре линии, 42-й Миссисипский справа, а 55-й Северокаролинский слева. При этом они оказались на правом фланге двух федеральных полков под командованием Фоулера, 95-го и 84-го Нью-Йоркских, и открыли по ним огонь, что заставило Фоулера развернуть полки фронтом на север. 6-й Висконсинский, подойдя, встал у них на правом фланге.
Дауэс вспоминал, что после короткой паузы он приказал полку атаковать южан, стоящих вдоль железнодорожного полотна, и уже после этого увидел, как слева подходит 95-й. Увидев майора Пая, командира 95-го, он предложил ему присоединиться к атаке, и тот также двинул полк вперёд. 84-й при этом следовал за ним чуть позади. В итоге все три полка бросились вперёд ускоренным шагом, несмотря на плотный огонь южан. 6-й Висконсинский нёс большие потери, но шёл вперёд. Когда он приблизился к линии противника на 50 метров, южане прекратили огонь, а потом, уже с 15 шагов, дали общий залп, который, по ощущениям сержанта Фэирфилда, снёс половину полка. По подсчёту Дауэса, полк за эту атаку потерял 160 человек из 420-ти.
Атака висконсинцев пришлась на фронт 2-го Миссисипского, знамя которого стояло в десяти шагах перед фронтом. Все знамённое охранение было перебито висконсинцами, отряд которых бросился вперёд, чтобы захватить флаг, но был сразу перебит. Тогда за флагом бросился второй отряд, но и его перестреляли «как овец». Рядовой Уильям Мёрфи первым схватил флаг, но его отобрал капрал Фрэнк Уоллер, который счёл Мёрфи раненым. Уоллер бросил флаг на землю, встал на него, и продолжал стрелять, пока бой не закончился, а затем передал флаг Дауэсу. В это время остальной висконсинский полк подошёл к краю железнодорожной выемки, которая на этом участке имела глубину около 1,5 метра, и обнаружил внизу множество южан, совершенно дезорганизованных. Сержант Фэирфилд вспоминал, что южане лежали в воде, грязи и крови, казались совершенно измождены и потрясены внезапной атакой. Правая рота висконсинцев обошла их с фланга и открыла огонь вдоль выемки. Не имея возможности сопротивляться, южане частью сдались, частью отступили в тыл. «Где полковник этого полка?! — крикнул Дауэс, а когда ему ответил Джон Блэр, майор 2-го Миссисипского, сказал: — Я командую этим полком. Сдавайтесь или я буду стрелять». Блэр сдался, и ещё несколько офицеров вместе с ним. Полковник Фоулер вспоминал, что взял в плен всех, кто был рядом с его полком, но те южане, что были левее, смогли уйти, а те, что были правее, сдались 6-му Висконсинскому. Некоторые офицеры-висконсинцы впоследствии жаловались, что наоборот, часть южан на их фронте сдалась Фоулеру.
Подполковник Дауэс после войны писал, что именно его полку принадлежит вся заслуга за этот бой, хотя бы потому, что его полк насчитывал 450 человек, в то время как в 95-м было всего 100 человек, а в 84-м числилось 250 человек. Он отчитался за 7 пленных офицеров и 225 рядовых.
Захваченный флаг миссисипского полка Дауэл отдал раненому сержанту Уильяму Эвансу, который ушёл в Геттисберг и нашёл укрытие в доме Джейкоба Холлингера. Когда южане заняли город, Холлингеры спрятали флаг в матрасе. Утром 4 июля, когда южане покинули Геттисберг, Эванс смог добраться до позиции 6-го Висконсинского на холме Калпс-Хилл и вернуть флаг подполковнику Дауэсу.

### Затишье
Около 11:30, когда первая атака Хета была отбита, он вернул бригады Дэвиса и Арчера на высоту Герр-Ридж, а в 12:30 подтянул остальные бригады и развернул всю дивизию на высоте. В центре он поставил бригаду Петтигрю (2000 чел.), справа бригаду Арчера (ок. 1000 чел.), которой теперь командовал полковник Фрай, а слева бригаду Брокенбро (ок. 1000 чел.). Бригада Дэвиса, которая сильно пострадала и почти утратила боеспособность, теперь стояла на крайнем левом фланге за Чамберсбергской дорогой. Одновременно на поле боя подошла дивизия Дурси Пендера, которая развернулась в боевую линию и встала позади дивизии Хета. Почти все батареи батальона Пеграма остались на своих местах. Вместе с Пендером подошёл артиллерийский батальон Макинтоша.
Между тем на федеральной стороне командование перешло к Эбнеру Даблдею, и теперь он отвечал за оборону хребта Макферсона. В рапорте он писал, что решил остаться на хребте из стратегических соображений, но вероятнее, что он просто положился на решение Рейнольдса. Даблдей отозвал Железную бригаду обратно на хребет и разместил её в лесу Макферсона, а бригаду Катлера вернул на исходную позицию. Батарея Калефа тоже вернулась на своё место, но позже её заменили батареей Рейнольдса. Даблдею ещё утром было приказано вести к Геттисбергу дивизии Робинсона и свою собственную (под командованием Томаса Роули), и теперь они прибыли на место с бригадой Стоуна в авангарде. Эта бригада встала между лесом Макферсона и Чамберсбергской дорогой. Следом подошла бригада Роули-Биддля, которая встала слева от позиций железной бригады. Затем на поле боя пришла артиллерийская бригада Уэйнрайта, а за ней дивизия Робинсона (бригады Пола и Бакстера). Бригаду Бакстера отправили на правый фланг, где она примкнула к позициям Катлера, а бригаде Пола было приказано возвести укрепления на Семинарском хребте у здания Семинарии.
В это же время на поле боя подошёл XI корпус под командованием Оливера Ховарда. Корпус выступил из лагеря под Эммитсбергом около 08:00, но пошёл длинным путём, и только сам Ховард со штабом отправился полями вдоль Эммитсбергской дороги. Прибыв к Персиковому саду, он услышал звуки боя и тут же его встретил вестовой, который передал приказ Рейнольдса быстро идти к Геттисбергу. Ховард на два часа опережал свой корпус, поэтому он занялся рекогносцировкой. Он выехал к Кладбищенскому холму, где сказал полковнику Мейсенбергу: «Кажется, это неплохая позиция, полковник», на что тот ответил: «это единственная позиция, генерал». Впоследствии Ховард утверждал, что именно он выбрал Кладбищенский холм в качестве основной позиции для боя и даже получил за это благодарность Конгресса, хотя некоторые (в том числе Уодсворт) приписывали эту заслугу Рейнольдсу. Затем он направился в Геттисберг, где местный житель Дениель Скелли предложил ему воспользоваться крышей своего дома (дома Фанстоков) для наблюдения. Ховард тщательно изучил местность, а в это время появился сержант Джордж Гвинн, который крикнул с улицы: «генерал Рейнольдс ранен, сэр!».
Ховард не придел большого значения этим словам и продолжил изучать местность, но вскоре, в 10:30, появился его адъютант Холл и крикнул с улицы: «Генерал Рейнольдс умер и вы теперь старший офицер на поле боя». Ховард сразу продиктовал приказ о том, что он принимает командование левым крылом армии. Он отправил Холла к генералу Шурцу с приказом сдать дивизию Шиммельфенигу, возглавить XI корпус и спешить на поле боя. Он уведомил о смерти Рейнольдса Барлоу и Сиклса. Он так же известил о произошедшем Генри Слокама и тоже велел ему спешить со своим корпусом к полю боя. Затем Ховард вернулся на Кладбищенский хребет и разместил там штаб. Когда Шурц прибыл на холм, на Дубовом хребте появились южане, но их численность не удавалось определить. Было решено развернуть дивизии Шиммельфеннига и Барлоу правее I корпуса, а дивизию Штейнвера оставить в резерве на Кладбищенском холме. Первые подразделения дивизии Шурца-Шиммельфеннига пришли на холм только в 12:30. Шурц отправил её на равнину за городом и развернул в две линии фронтом на северо-запад. Дивизия Барлоу встала правее. Ховард уже знал о приближении корпуса Юэлла с севера и приказал Шурцу развернуть бригады так, чтобы отразить возможную атаку с фланга.
Отдав эти распоряжения, Ховард объехал позиции XI и I корпусов. Их командиры запрашивали подкреплений и Ховард сказал, что скоро подойдёт XII корпус Слокама. В 13:00 он снова отправил Слокаму сообщение с описанием ситуации, и Слокам снова не ответил. В то утро Слокам уже получил Пайп-крикский циркуляр Мида и полагал, что Ховард получил копию тоже. Циркуляр требовал от Слокама выйти к местечку Две Таверны, что Слокам и сделал. Он не знал о начале сражения и полагал, что марш к Геттисбергу был бы нарушением приказов Мида. Донесения Ховарда он воспринял как информирование, а не просьбу о помощи. И только позже, случайно узнав о сражении от местного жителя, Слокам двинул корпус к Геттисбергу. В 15:00 Ховард отправил Слокаму третье донесение, которое доставил капитан Холл. В 16:00 Ховард отправит четвёртое сообщение:

Тогда я отправил майора Ховарда, моего адъютанта, к генералу Слокаму, чтобы сообщить ему положение вещей, с просьбой послать одну из его дивизий налево, а другую направо от Геттисберга, а также лично явиться на Кладбищенский Холм. Он встретил генерала на балтиморской дороге, около мили от Геттисберга, и тот ответил, что уже приказал отправить дивизию направо, и что пошлёт другую налево, как запрошено, но он не собирается являться лично и брать на себя ответственность за сражение. Справедливости ради я хочу сказать, что позже он говорил, что изначально был против того, чтобы начинать генеральное сражение на этом месте.
Оригинальный текст (англ.)– I now dispatched Major Howard, my aide-de-camp, to General Slocum, to inform him of the state of affairs, requesting him to send one of his divisions to the left, the other to the right, of Gettysburg, and that he would come in person to Cemetery Hill. He met the general on the Baltimore pike, about a mile from Gettysburg, who replied that he had already ordered a division to the right, and that he would send another to cover the left, as requested, but that he did not wish to come up in person to the front and take the responsibility of that fight. Injustice to General Slocum, I desire to say that he afterward expressed the opinion that it was against the wish of the commanding general to bring on a general engagement at that point. 
— Рапорт Ховарда

### Атака дивизии Роудса
Утром 1 июля корпус Ричарда Юэлла (Дивизии Эрли и Роудса) выступили из лагеря под Хейдлерсбергом и направились к Кэштауну, но в 09:00, когда корпус проходил Миддлберг, Юэлл узнал, что Хилл выдвигается к Геттисбергу, и повернул свой корпус на юг на дорогу Карлайл-Геттисберг. Бригады Роудса вышли к Дубовому Холму, и здесь бригада Долса прошла прямо на Геттисбергскую равнину, а остальные бригады повернули вправо. Бригада О’Нила развернулась на Холме, бригада Айверсона встала правее, бригада Дэниела правее Айверсона, а бригада Рамсера осталась в резерве. Прибыв на Дубовый холм, Роудс приказал разместить там артиллерию, батареи Картера и Фрая. Изучив позиции федеральной армии и корпуса Хилла, он приказал развернуть свой фронт немного влево.
Когда артиллерия Роудса открыла огонь по федеральным батареям на хребте Макферсона, тем пришлось сняться с позиции, отойти с хребта и развернуться фронтом на север. Одновременно в трудное положение попала бригада Катлера: она теперь стояла на открытой местности в полумиле от орудий Роудса. Катлер запросил у Уодсворта инструкций и тот разрешил Катлеру сменить позицию бригады на какую-нибудь другую. Тогда Катлер отвёл бригаду к лесу Шидс-Вуд. В это время дивизия Шиммелфеннига выходила из Геттисберга, чтобы удлинить фланг I корпуса вправо, вдоль Дубового хребта, но Роудс оказался на хребте раньше. Шиммельфеннигу пришлось разворачивать дивизию фронтом на север, при этом между дивизией и флангом бригады Катлера образовался разрыв. Чтобы закрыть его, Даблдей отправил туда два полка бригады Бакстера: 11-й Пенсильванский и 97-й Нью-Йоркский полки под общим командованием полковника Ричарда Коултера. Коултер провёл полки по склону Дубового хребта почти до Мамсбергской дороги и примкнул к позиции Катлера. Затем генерал Бакстер привёл остальные 4 полка и примкнул к полкам Коултера справа, продлив фронт до Мамсбергской дороги. Теперь федеральные войска на хребте занимали сильную позицию в случае атаки с запада, но она была уязвима в случае атаки с севера.
Когда Роудс разворачивал свои бригады на Дубовом холме, прибыл адъютант Юэлла, Кэмпбелл Браун, с сообщением от генерала Ли. Ли писал, что необходимо избегать генерального сражения и ждать концентрации армии. В своём рапорте Юэлл потом написал, что было уже слишком поздно избегать столкновения. Для этого пришлось бы оставить уже занятую позицию. Историк Гарри Пфанц писал, что Юэлл и Роудс неправильно истолковали выдвижение дивизии Шиммельфеннига и полков Коултера. Они решили, что противник намерен их атаковать. В этой ситуации Роудс (вероятно с санкции Юэлла) решил начать атаку первым.
Роудс не оставил описаний плана атаки. Из его рапорта следует, что главный удар должна была наносить бригада Айверсона (но неизвестно, в каком направлении), прикрытая слева бригадой О’Нила и справа бригадой Даниела. Это значило, что он поставил в первой линии своих наименее способных командиров: он знал о некоторых недостатках Айверсона и сомневался в способностях О’Нила, при этом считал Рамсера хорошим командиром, но оставил его в резерве. Бригада О’Нила была построена для атаки на Дубовом холме. Она состояла из пяти алабамских полков (3-го, 5-го, 6-го, 12-го и 26-го), при этом Роудс отправил 5-й Алабамский полк в резерв, а 3-й Алабамский сместил на 200 метров вправо. О’Нила решил, что Роудс забрал полки под своё управление и не понял, зачем это было сделано. Северокаролинская бригада Айверсона (ок. 1300 чел.) стояла в лесу Форни-Вудс правее О’Нила. В 14:30 Роудс приказал начинать.
Алабамская бригада наступала неуверенно, поэтому Роудс лично послал ей на помощь 5-й Алабамский полк. Он был удивлён, увидел полковника О’Нила в тылу на позиции 5-го Алабамского. Оказалось, что у него и его штабных офицеров нет лошадей. Алабамцы оставили мало воспоминаний о той атаке. Полковник Пикенс писал, что бригада попала под удар с фланга, а капитан Парк упоминал сильный артиллерийский обстрел. 5-й Алабамский нагнал бригаду у здания фермы Маклина, но попал под огонь полков Бакстера и частей XI корпуса и отступил назад на холм. С федеральной стороны тоже не осталось подробных описаний этого боя. Бакстер развернул три полка: 88-й Пенсильванский, 90-й Пенсильванский и 83-й Нью-Йоркский в роще на южной стороне Мамсбергской дороги. Северяне запомнили, что противник приблизился, вступил в перестрелку и отступил. Вероятно, этому бою не придали значения из-за последующего, более масштабного.
Бригада Альфреда Айверсона двинулась вперёд одновременно с алабамцами, наступая фронтом примерно в 400 метров. Она шла от леса Форни-Вудс к хребту Форни-Ридж, который какое-то время скрывал её от противника. Когда бригада поднялась на хребет, она попала под обстрел, и Айверсон заметил, что полки наступают под углом к линии противника. Он приказал уклониться немного влево. Бригада Даниела шла следом, но генерал Даниел почему-то не заметил, как Айверсон изменил направление атаки и продолжил наступать строго на юг. Айверсон нацеливался, вероятно, на позицию бригады Катлера и не заметил полков бригады Бакстера, которые оказались на его левом фланге. Северяне подпустили противника как можно ближе, а потом дали залп, который нанёс тяжёлый урон бригаде Айверсона, особенно его левым полкам. Северокаролинцы залегли в небольшой низине на открытой местности, откуда не могли ни атаковать, ни отступать. В таком безвыходном положении им оставалось только сдаваться, и они подняли белые платки. Несколько полков Бакстера бросились вперёд, захватили пленных и отвели их в тыл. Только некоторым полкам правого фланга удалось сохранить боеспособность. Сам генерал Айверсон в это время находился далеко в тылу, что очень разозлило бригаду и породило слухи о его трусости, нетрезвости и неумении управлять полками на поле боя.

### Атака Даниела и Рамсера
Бригада Бакстера отбила атаку противника, но понесла при этом потери и израсходовала почти все боеприпасы. Генерал Робертсон велел им отступить в тыл, а на смены прислал бригаду Габриеля Пола. Она насчитывала 1500 человек и состояла из 16-го Мэнского, 13-го Массачусетского, 94-го и 104-го Нью-Йоркских и 107-го Пенсильванского полков. Генерал Пол выбыл из строя в самом начале сражения: пулевое ранение лишило его зрения, но он выжил. Бригада заняла позицию на правом фланге корпуса, а полки Бакстера и Катлера отступили назад (во всяком случае, некоторые).

#### Атака Рамсера
Северокаролинская бригада Стивена Рамсера (2-й, 4-й, 14-й и 30-й полки) насчитывала около 1000 человек и была самой маленькой в дивизии Роудса. Она стояла в резерве, но когда бригады Айверсона и О’Нила попали в сложное положение, Роудс послал Рамсера им на помощь. Рамсер не был свидетелем атаки Айверсона и сначала решил наступать в том же направлении, что и Айверсон ранее, но офицеры бригады Айверсона посоветовали так не делать и предложили атаковать угол федеральной позиции с двух сторон. Рамсер разделил бригаду на два крыла: 2-й и 4-й Северокаролинские должны были стоять на левом фланге и атаковать северную сторону угла, а 14-й и 30-й встали справа для атаки западной стороны угла. В этот момент Роудс вмешался и велел отвести 2-й и 4-й на Дубовый холм для отражения возможной атаки противника, но почти сразу стало понятно, что этой атаки не будет и полковник Граймс вернул оба полка на исходную позицию. Роудс велел Рамсеру левым флангом поддержать бригаду О’Нила, а правым бригаду Айверсона, но Рамсер обнаружил, что бригада Айверсона практически уничтожена.
Генерал Робертсон заметил выдвижение бригады Рамсера. В это самое время дивизия Эрли атаковала позиции XI корпуса и тот стал отступать, открывая фланг I корпуса. Робертсон получил приказ отвести назад бригаду Пола. Он лично приказал командиру 16-го Мэнского полка (Тилдену) прикрывать отступление и держаться до последнего человека. Тилден разместил полк на углу у Мамсбергской дороги и почти сразу был атакован северокаролинцами Рамсера, который двумя полками атаковал с запада, а полковник Граймс двумя полками атаковал с севера. 16-й Мэнский был отброшен и много северян попало в плен, в их числе и полковник Тилден. Только 39 человек сумели уйти в тыл. В ходе этой атаки южане захватили в плен 800 или 900 человек.

#### Первая атака Даниела
Когда бригада Айверсона наступала на федеральные позиции на Дубовом хребте, она повернулась правым флангом к двум полкам бригады Роя Стоуна, которые стояли фронтом на север вдоль Чамберсбергской дороги. Дистанция была слишком велика для точной стрельбы, но на неё обратил внимание генерал Джуниус Даниел. В его задачи входило прикрытие правого фланга Айверсона, поэтому Даниел отправил 43-й и 53-й Северокаролинские полки для атаки вместе с Айверсоном, а остальные свои части развернул на юг: 32-й Северокаролинский полк на правом фланге, 45-й Северокаролинский в центре, а 2-й Северокаролинский батальон на левом фланге. Заметив, как эти полки повернули в его сторону, Стоун приказал 149-му Пенсильванскому выдвинуться вперёд на 160 метров и занять позицию в железнодорожной выемке. Рота Е 149-го полка, развёрнутая в стрелковую цепь, постепенно отступала, и в итоге примкнула к полку справа. Наблюдая за выдвижением 149-го, рядовой 143-го полка (который не считался равноправной частью «Оленехвостой бригады») сказал: «Старина Рой Стоун хочет добыть кусок славы для своих Хвостов, и не собирается делиться с 143-м».
149-й дождался, когда полки Даниела дойдут до изгороди, которая находилась на расстоянии пистолетного выстрела от выемки, и затем полковник Дуайт приказал открыть огонь. Полк дал залп, перезарядил ружья, и когда противник подошёл уже на 30 метров, дал второй залп, который отбросил северокаролинцев назад за изгородь. Полковник Дуайт потом писал, что южане на знали о присутствии полка, и что первый залп был дан с 9 шагов, а второй почти в упор, так что пенсильванцы едва не касались противника стволами. 143-й Пенсильванский стоял позади и правее, но полковник Эдмунд Дэйн утверждал, что его полк так же участвовал в отражении атаки.
149-му удалось отбить атаку, но они оказались хорошей мишенью для батарей на хребте Герр-Ридж. Несколько залпов заставили пенсильванцев быстро покинуть выемку. На правом фланге полка удалось отступить быстро, но на левом выемка была глубже, и выбраться из неё было сложнее. На этом участке полк понёс некоторые потери, и отошёл к Чамберсбергской дороге уже в беспорядке. Отступление произошло без приказа полковника Дуайта, который был сильно рассержен но, вероятно, его гнев объяснялся его нетрезвостью в тот момент.

#### Вторая атака Даниела
Первая атака дорого обошлась Даниелу, но он решил повторить её, вероятно, по той же самой схеме. 45-й Северокаролинский должен был атаковать фронт Стоуна, а 32-й Северокаролинскому надо было обойти противника его справа и атаковать фланг. 43-й Северокаролинский должен был атаковать на восток или на юг, смотря по ситуации. Вероятно, в тот момент дивизия Хета ещё не была готова присоединиться к атаке и рапорт Даниела никак не упоминает её участие. На этот раз 45-й полк и 2-й батальон прорвались за выемку к Чамберсбергской дороге, но здесь их атака выдохлась.
Полковник Стоун был ранен во время этого боя, и командование принял полковник Уистер, командир 150-го Пенсильванского полка. Он сразу же выдвинул свой полк к боевой линии остальных двух полков и удлинил фланг 149-го влево. 32-й Северокаролинский в это время обошёл железнодорожную выемку с запада и выдвигался на фланг бригады, но три роты 150-го дали по нему залп, а затем весь 150-й бросился в атаку и отбросил северокаролинцев. Одновременно подполковник Дуайт, уже раненый, по приказу Уистера бросил в атаку 149-й Пенсильванский и отбросил противника на своём фронте. Этот бой принёс потери в офицерах обеим сторонам. Стоун и Дуайт были ранены в бедро, полковник Уистер получил ранение в лицо и сдал командование Эдварду Дэйну. В бригаде Дэниела были ранены подполковник Самуэль Бойд (командир 45-го) и подполковник Эзекия Эндрюс (командир 2-го батальона).

#### Третья атака Даниела
Даниел понимал, что дубовый хребет нужно взять любой ценой, но этому мешает бригада Стоуна. Бригада Айверсона уже была разбита, но к атаке готовилась бригада Рамсера. Даниел решил атаковать в третий раз и теми же силами. В это время дивизия Генри Хета готовилась возобновить наступление, Стоун заметил это и развернул 150-й Пенсильванский фронтом на запад. Положение Стоуна усложнялось: части на его флангах отступали или же у них заканчивались боеприпасы, а дивизия Хета угрожала ему с запада.
Атаку начал 12-й Северокаролинский из бригады Айверсона (170 человек), который примкнул к бригаде Даниела слева. Заметив беспорядок в рядах противника в лесу Шидс-Вуд, он повёл полк в атаку, и северяне оставили позицию без сопротивления. 53-й Северокаролинский, стоявший правее, присоединился к 12-му и вошёл в лес, а ещё правее к атаке присоединился 43-й Северокаролинский. Даниел приказал 45-му и 2-му изменить направление атаки и так же атаковать на восток, вместе с остальной бригадой. Подполковник 43-го вспоминал потом, что в ходе этой атаки в плен попало 400 или 500 северян.
32-й Северокаролинский полк снова пошёл в наступление на бригаду Стоуна, обошёл железнодорожную выемку, и примкнул флангом к бригаде Брокенбро, которая в это время шла в наступление на хребет Макферсона. Бригада Стоуна к этому моменту потеряла порядок, и роты одного полка перемешались с другими. Полковник Дэйн решил, что на этой позиции бригада может попасть в плен и приказал отступать к Семинарскому хребту. Несмотря на беспорядок, бригаде удалось отступить относительно организованно. К началу боя она насчитывала 1315 человек, и потеряла 850, примерно 65 % своего состава. 143-й и 150-й полки потеряли примерно по 250 человек, а 149-й потерял 336 человек. Бригада Даниела потеряла треть своего состава, но преследовала противника до окраин Геттисберга.

### Развёртывание XI корпуса
Когда XI корпус Потомакской армии подходил в Геттисбергу, он находился под командованием Карла Шурца. Так как неизвестные силы противника уже угрожали правому флангу I корпуса, Шурц приказал 3-й дивизии корпуса (под командованием Шиммельфенига) занять позицию правее I корпуса. Первой на поле к северу от Геттисберга вышла бригада Амсберга, за ней бригада Кржижановски. Эти части сразу попали под огонь стрелковой цепи бригады Долса. В это самое время началась атака алабамской бригады О’Нила, и 45-й Нью-Йоркский пехотный полк бригады Амсберга вёл огонь по правому флангу алабамцев. Одновременно федеральная батарея Дилджера открыла огонь по артиллерии южан на Дубовом Холме. Через полчаса подошла батарея Уильяма Уилера из четырёх 3-дюймовых орудий и встала правее Дилджера. Атака алабамцев была отбита и события развивались благоприятно для северян, но вскоре выяснилось, что противник приближается к Геттисбергу с северо-востока.
Вторая дивизия корпуса находилась под командованием Фрэнсиса Барлоу. Ей было приказано встать правее дивизии Шиммельфенига. Бригада Фон Гильза должна была примкнуть к правом флангу Кржижановски, а бригада Эймса должна была встать во второй линии. Но Барлоу по своей инициативе решил сменить позицию. Сам он не изложил своих мотивов. Генерал Шурц писал, что Барлоу неправильно понял его приказы. Историк Гарри Пфанц писал, что высота Блохерс-Нолл перед его фронтом была удобна как артиллерийская позиция и Барлоу не захотел уступать её противнику. Первой к холму он направил бригаду Фон Гильза, численностью около 900 человек (54-й и 68-й Нью-Йоркский и 153-й Пенсильванский полки). Фон Гильза развернул два нью-йоркских полка и две роты 153-го в стрелковую цепь и приказал им занять позицию вдоль берега реки Рок-Крик. Остальные роты 153-го (400 человек) остались в резерве.
Майор Томас Осборн, командир артиллерии корпуса, отправил на помощь пехоте батарею лейтенанта Уилксона. Две секции (4 орудия) заняли позицию на холме, а одна секция встала восточнее, за Харрисбергской дорогой.
Вторая бригада Барлоу (под командованием Адальберта Эймса) была им по какой-то причине поставлена левее. 25-й Огайский полк прикрывал батарею, а 17-й Коннектикутский, 75-й и 107-й Огайские были развёрнуты фронтом на север. Расположение полков Эймса сейчас известно только приблизительно. Между позициями Эймса и Шиммельфенига образовался большой разрыв. Когда Шурц узнал о том, что Барлоу передвинул дивизию, он уже не успел ничего изменить, и не имел резервов для усиления, поэтому просто приказал бригаде Кржижановски выдвинуться вперёд и закрыть разрыв между дивизиями корпуса. Когда Кржижановски получил этот приказ, он уже видел, что дивизия Барлоу находится в тяжёлом положении, и его лицо, по воспоминаниям очевидцев, стало бледным и расстроенным. Но он повёл бригаду (1200 человек) вперёд и поставил её левее Барлоу: 58-й Нью-Йоркский (всего 50 чел.) справа, левее 26-й Висконсинский, 75-й Пенсильванский, 82-й Огайский и 119-й Нью-Йоркский. В этот момент началась атака дивизии Эрли и бригады Долса. нападавшие и обороняющиеся были примерно равны численно, но позиция федерального корпуса была неудачной, и многие офицеры корпуса были новичками. Им пришлось противостоять частям противника, состоявшим из опытных ветеранов, которыми командовали опытные офицеры.

### Атака дивизии Эрли
Дивизия Джубала Эрли (из корпуса Юэлла) покинула лагерь под Хейдлерсбергом в 08:00 и направилась к Кэштауну, но вскоре Эрли узнал, что корпус Хилла идёт на Геттисберг, и что дивизия Роудса повернула туда же. Эрли так же направил свою дивизию по Харрисбергской дороге к Гетисбергу. Точное положение его бригад ан марше неизвестно. Впереди шёл 35-й Вирджинский кавалерийский батальон, за ним сам Эрли со штабом. Бригада Гордона вероятно шла в авангарде, за ней бригада Эвери и Смита. Луизианская бригада Хайса шла замыкающей. Кавалерия встречала на пути лишь отдельные федеральные пикеты, которые отходили без сопротивления. До Геттисберга оставалось две мили, когда пришло сообщение от Юэлла: он писал, что дивизия Роудса уже вступила в бой, поэтому Эрли надо поторопиться, чтобы присоединиться к атаке.
Приблизившись к Геттисбергу, Эрли увидел сам город, федеральную артиллерию на Кладбищенском холме, бригаду О’Нила на Дубовом холме, и заметил, что вышел прямо на правый фланг противника. Он решил немедленно атаковать. 5 полков бригады Гордона (1200 человек) развернулись в линию справа от дороги, артиллерийский батальон Джонса встал левее. Артиллерийская батарея Каррингтона осталась в тылу, чтобы следовать за Гордоном в наступление. Бригада Эвери, бросив ранцы и одеяла, встала за Джонсом. Бригада Хайса встала справа от Эвери, при этом 9-й луизианский полк стоял прямо на дороге, а остальные 4 полка справа и слева от него. Три полка бригады Смита остались в резерве за бригадой Эвери с поручением следить за левым флангом дивизии.
Согласно историку Скотту Мингасу, Луизианская бригада шла последней в колонне и пришла на позицию в 14:30, а приказ о наступлении был отдан в 15:00. Луизианцы начали наступать в 15:05.
Бригада Гордона наступала на два полка Фон Гильзы, которые больше напоминали стрелковую цепь, чем боевую линию. Их было всего 900 человек против примерно вдвое большего количества джорджианцев Гордона. Фон Гильза вызвал резерв и удлинил фронт влево. Джорджианцы подошли к реке Рок-Крик, (которая в этом месте имела ширину около 6 метров и глубину около метра, но имела обрывистые берега, позволяющие перейти реку только в некоторых местах), и быстро отбросили противника, что заставило батарею Уилксона отойти. Батарея Каррингтона сразу же перешла по мосту реку и развернулась около дороги. В то же время наступала левее Гордона, а бригада Эвери ещё левее.
Барлоу, отвлечённый перестрелкой со стрелковой цепью бригады Долса, вероятно, не сразу заметил наступление Гордона. Долс начал наступление с северной стороны почти одновременно с Гордоном, и когда бригада Фон Гильза обратилась в бегство, оставшаяся на позиции бригада Эймса попала под удар с двух сторон. Несмотря на критическое положение, Барлоу приказал Эймсу атаковать. 75-й Огайский полк (ок. 200 чел.) примкнул штыки, выдвинулся вперёд, вступил в перестрелку с джорджианцами, но был обойдён с флангов и отступил, потеряв четверть полка убитыми и ещё половину ранеными. Действия остальных полков Эймса известны хуже: 107-й Огайский потерял более половины своего состава, а 25-й Огайский три четверти. Подполковник Фоулер, чей 17-й Коннектикутский полк стоял крайним справа, бросил полк в штыковую атаку, но Фоулер сразу же был убит, а полк потерял 145 человек из 386, оставшись на позиции один, тоже стал отступать.
Эймс писал впоследствии, что бригада стала отходить в полном беспорядке, утратив полковую организацию. Барлоу попытался навести порядок, но был ранен, спешился, и пытался уйти в тыл, но вскоре ослабел и лёг на землю. Джон Гордон в мемуарах писал, что он помог раненому Барлоу и по его просьбе уничтожил пачку личных писем. Сам Барлоу не упоминает такой истории. К 1990-м годам историки постепенно пришли к мнению, что инцидент был вымыслом Гордона. Барлоу был отправлен в тыл в дом Беннера, куда отводили федеральных пленных. Эймс возглавил бригаду после ранения Барлоу, но и он не смог навести в ней порядок. Шурц приказал ему отступить к северной окраине Геттисберга и занять там позицию.

### Бои на окраине Геттисберга
Ещё в самом начале боя Шурц запрашивал у Ховарда бригаду из дивизии фон Штейнвера для усиления своего фланга, но Ховард отказал. Однако после ещё двух-трёх запросов Ховард разрешил послать Шурцу бригаду Чарльза Костера, которая насчитывала примерно 900 человек и состояла из четырёх полков: 27-го Пенсильванского, 73-го Пенсильванского, 134-го Нью-Йоркского и 154-го Нью-Йоркского. Бригада покинула Кладбищенский холм, прошла через Геттисберг и вышла на его северную окраину (оставив 73-й в резерве у ж-д станции). К этому моменту дивизия Барлоу была уже разбита. Шурц лично приказал Костеру построить бригаду справа от Харрисбергской дороги на пространстве от Страттон-Стрит до Ручья Стивенс-Ран. В этом месте на Страттон-Стрит стояло здание дома Кюна, а к востоку от него стояли три печи для обжига кирпичей. Бригада Кржижановски стала строиться левее, к западу от Харрисбергской дороги. Между бригадами развернулась батарея Хэкмана.
Бригада Костера едва успела занять позицию, как попала под атаку противника, который численно превосходил её вдвое. С фронта наступала, вероятно, луизианская бригада Хайса, а северокаролинская бригада Исаака Эвери, перейдя реку Рок-Крик, отказалась прямо у правого фланга Костера, где стоял 134-й Нью-Йоркский полк. Нью-Йорксцы дали по противнику залп с дистанции в 60 метров, но их фланг был открыт и они стали отходить. В это же время луизианцы опрокинули фронт Костера. батарея Хэкмана успела сделать 28 картечных выстрела на орудие, и едва не попала в руки луизианцам: Хэкман успел спасти два «Наполеона» из четырёх. Хайс писал в рапорте, что встретил незначительное сопротивление. Федералы почти сразу отступили, так что луизианцы даже не остановились перед их фронтом. Северяне отходили назад по Страттон-Стрит, а некоторые по оврагу ручья Стивенс-Ран. 154-й полк был почти окружён и из его 270 человек уцелело 3 офицера и 15 рядовых. В 134-м полку уцелело 5 офицеров и 27 рядовых.
Шурц писал, что оборона бригады Костера позволила дивизии Барлоу беспрепятственно отступить через Геттисберг. Это было куплено, тем не менее, дорогой ценой: бригада потеряла 550 человек, примерно столько же, как и остальные бригады на этом участке сражения.

### Атака дивизии Хета
Генерал Ли прибыл на поле боя примерно в то время, когда начиналась атака дивизии Роудса. Сейчас трудно реконструировать его перемещения и действия в то утро. Майор Кэмпбелл Браун встретил его утром около Кэштауна и доложил о марше корпуса Юэлла. Затем Ли отправился к корпусу Хилла, до которого было примерно три мили. Кэмпбелл вернулся к Юэллу в 14:00, и вероятно Ли прибыл на хребет Герр-Ридж в то же время. Генерал Хилл вероятно рассказал ему про утренние бои и передал сведения о положении армии противника. Майор Венейбл из штаба Стюарта прибыл к Юэллу вскоре после 14:00, и оттуда отправился к Ли. Это значит, что когда атака Роудса начиналась, Ли как раз беседовал с Венейблом о Стюарте. Генерал Генри Хет в своих поздних мемуарах писал, что услышал орудийную пальбу на фронте Юэлла и отправился на позиции своей артиллерии, где встретил Ли и Хилла. Он сказал Ли, что дивизия Роудса вступила в бой, и что его дивизию тоже следовало бы двинуть вперёд. Но Ли сказал, что не хочет начинать генерального сражения до подхода корпуса Лонгстрита.
Хет со своей позиции мог видеть наступление и разгром бригады Айверсона и наступление бригады Даниела. Он видел, как бригада Роя Стоуна разворачивается фронтом к Дэниелу. Он снова нашёл Ли и сказал, что противник меняет позицию, и снова запросил разрешения атаковать. На этот раз Ли сказал, что скоро отдаст приказ о наступлении. Хет вернулся на позицию и вскоре такой приказ пришёл. Дуглас Фриман писал, что Ли принял это решение, когда увидел, что Эрли атакует правый фланг противника, а дивизия Хета находится на удобной позиции для атаки левого фланга с дивизией Пендера во второй линии. Сложились условия для разгрома Потомакской армии, и Ли решил не упускать этот случай.
К тому моменту дивизия Хета стояла на хребте Герр-Ридж; в центре находилась бригада Петтигрю, численностью 2500 человек, самая крупная бригада в армии. Справа стояла бригада Арчера, командование которой принял полковник Биркетт Фрай. Слева стояла бригада полковника Джона Брокенбро. Федеральные силы на хребте Макферсона состояли из Железной бригады, которая стояла полукругом в лесу Макферсона, и бригады Чепмана Биддля, которая сначала встала левее, но потом отступила в тыл на более удобную позицию. После того, как артиллерия Роудса начала обстрел с севера, Биддль развернул полки фронтом на север, но затем был вынужден развернуть их обратно. Правее железной бригады стоял 150-й Пенсильванский полк бригады Стоуна. Офицеры железной бригады просили разрешения отойти на более удобную позицию, но Даблдей приказал им удерживать лес Макферсона любой ценой.
Очевидцы вспоминали, что бригада Петтигрю начала наступление идеальными ровными рядами, как на параде. Она была построена в одну боевую линию, хотя северяне вспоминали, что видели две или три линии. Вероятно, за вторую линию они приняли дивизию Пендера, которая шла во второй линии, вероятно в 200 метрах позади. Бригадам Хета надо было пройти около 400 метров, и на это им потребовалось 20 — 30 минут. 24-й Мичиганский и 19-й Индианский полки были ближе всех к южанам и первые открыли огонь, в основном по 26-му Северокаролинскому полку. Но левый фланг 19-го висел в воздухе: бригада Биддля стояла метрах в 300 позади него. Когда южане начали обходить фланг, полковник Уильямс отвёл полк на 100 метров назад. 24-й Мичиганский упорно держал позицию, затормозив наступление 26-го Северокаролинского, но отступление индианского полка открыло его фланг, и мичиганца стали «падать, как трава под косой». Полк начал отступать на вторую, а затем на третью позицию. Он упорно отстреливался: в наступающем северокаролинском полку выбыло из строя 14 знаменосцев.
Левее Петтигрю наступала небольшая (800 чел.) бригада Брокенбро, которая атаковала позиции 2-го и 7-го Висконсинских полков и 150-го Пенсильванского. Основной удар пришёлся на 150-й, но 2-й и 7-й отступили, чтобы выровнять фронт с 24-м Мичиганским. Вероятно, с этого момента полки Железной бригады отступали уже сами по себе, с позиции на позицию, сменив всего около пяти позиций, пока не отступили к зданию семинарии. В это время 47-й и 52-й Северокаролинские полки наступали правее 26-го: 47-й атаковал бригаду Биддля, а 52-й был вынужден развернуться вправо, чтобы прикрыть фланг от кавалеристов Гэмбла (бригада Арчера по какой-то причине не справилась с этой задачей). Вскоре бригада Биддля оказалась под ударом с фронта и фланга. В какой-то момент Биддль сам взял знамя 142-го Пенсильванского и повёл людей в атаку на левый фланг 47-го Северокаролинского, но атакующие были почти сразу перебиты. Оказавшись под угрозой окружения, полки Биддля так же стали отступать к Семинарии. Дивизия Хета была слишком измотана боем, растратила боеприпасы, и не преследовала их. Сам Хет получил ранение в голову и сдал командование генералу Петтигрю. Он утверждал, что его дивизия потеряла 2300 человек за 30 минут. Бригада Петтигрю, на которую пришлась основная нагрузка боя, потеряла 1000 человек. 11-й Северокаролинский потерял 250 человек из 550-ти, а 26-й Северокаролинский 549 из 800 человек.

### Атака дивизии Пендера
Незадолго до 16:00 генерал Даблдей понял, что I корпус понёс тяжёлые потери, его обходят с флангов, а резервов уже нет. Он запросил помощи у Ховарда, и тот приказал держаться, поскольку скоро подойдёт корпус Слокама. Ровно в 16:00 Ховард разрешил отступать к Кладбищенскому хребту. В 16:10 он отдал общий приказ об отступлении. Даблдей приказал корпусу отходить, но временно занять промежуточную позицию на Семинарском хребте, чтобы прикрыто отступление корпуса. На хребте в этот момент стояли артиллерийские батареи Уэйнрайта, которому было приказано занять Кладбищенский холм, но тот перепутал слова cemetery и seminary, и поэтому поставил батареи на Семинарском хребте. В итоге корпус должен был занять позицию шириной в 700 метров между лесами Шидс-Вуд и Шульц-Вуд. Ровно в середине этой позиции находилось здание лютеранской семинарии.
Когда дивизия Хета атаковала хребет Макферсона, генерал Уильям Пендер оставил бригаду Томаса в резерве, бригаду Лэйна отправил прикрыть правый фланг от кавалерии Гэмбла, и следовал за Хетом силами бригад Скейлса и Перрина (который временно командовал бригадой Макгоуэна). Скейлс шёл за бригадой Брокенбро, а Перрин за бригадой Петтигрю. Когда же атака Хета выдохлась, то кем-то (Пендером или Хиллом) было решено двинуть в наступление дивизию Пендера. Дивизия прошла сквозь ряды дивизии Хета, выровняла ряды и начала наступление на Семинарский хребет. В наступлении участвовали бригады Скейлса (слева) и Перрина (справа), общей численностью около 3000 человек.
Бригада Скейлса ускоренным шагом спустилась в низину между хребтами и там попала под огонь федеральной артиллерии: по ней открыли огонь 12 «Наполеонов» батареи Стивенса и Стюарта, три трёхдюймовки батареи Купера и два орудия секции Уилбера. Бригада понесла огромные потери: из 1400 человек осталось всего около 500. Сам Скейлс был ранен. Бригада подошла к федеральной линии на 75 метров, но дальше продвинуться не смогла. Скейлс пытался навести порядок среди уцелевших, а Пендер отправил 55-й Вирджинский из бригады Брокенбро чтобы прикрыть левый фланг Скейлса. Однако бригада отвлекла на себя артиллерию, облегчив задачу бригаде Перрина.
Южнокаролинская бригада Перрина получила от командира приказ: наступать, не останавливаясь. Было замечено, что бригада Петтигрю, как часто бывает с неопытными войсками, часто останавливалась и вела огонь, вместо того, чтобы решительно наступать, и теперь Перрин старался не повторить этой ошибки. 14-й Южнокаролинский наступал на левом фланге, правее шли 1-й Южнокаролинский, 12-й Южнокаролинский и крайним справа 13-й Южнокаролинский. 14-й нёс особенно тяжёлые потери от артиллерийского огня. Перрин приказал 14-му атаковать противника во фронт, 1-му сместиться правее и выйти федералам во фланг, а 12-му и 13-му развернуться, чтобы прикрыть фланг от федеральной кавалерии. В это время, около 16:00, северяне начали отступать с Семинарского хребта. Уодсворт приказал отвести артиллерию, но Уэйнрайт ещё думал, что ем приказано удерживать хребет и отменил приказ, но затем понял свою ошибку и приказал орудиям быстро отходить. батареи отошли в последнюю минуту; один южанин успел даже прикоснуться к одному из орудий Купера, но густой дым позволил артиллерии отойти.
14-й Южнокаролинский полк наступал, обходя здание семинарии справа и слева. По воспоминаниям его командира, подполковника Брауна, 14-й вошёл в Геттисберг одновременно с 1-м. При этом 1-й шёл прямо по Чамберсбергской улице, а 14-й по параллельной слева, и оно встретились на центральной площади.
Потери в дивизии Пендера можно подсчитать только приблизительно. Бригада Перрина потеряла 500 или 600 человек. 14-й Южнокаролинский потерял 200 человек из 475-ти. Скейлс доложил, что потерял 545 человек, но подполковник Лоуренс, принявший командование бригадой, потом утверждал, что от 1400 человек осталось только 500. Потери бригады Лэйна были незначительны, а бригада Томаса обошлась без потерь.

### Бегство федеральной армии
Утром 1 июля генерал Уинфилд Хэнкок привёл II корпус в Тенейтаун. В 12:30 Хэнкок неожиданно получил приказ идти на север и прикрыть фланг I корпуса. Почти сразу же в его палатку явились лично Джордж Мид и начальник штаба, Баттерфилд. Они сообщили, что корпуса Рейнольдса и Ховарда ввязались в бой под Геттисбергом и что Рейнольдс убит. У Мида не было в городе своего надёжного человека, поэтому он приказал Хэнкоку идти туда и принять командование на поле боя. Официальный приказ был составлен тут же в 13:10. Хэнкок заметил, что генералы Ховард и Сиклс старше его по званию, но Мид ответил, что уполномочен военным секретарём назначать командиров без учёта старшинства. Хэнкок усомнился в том, что этот метод сработает, но подчинился и в 13:30 отбыл со штабом в Геттисберг.
Он прибыл в Геттисберг предположительно в 15:30, в тот момент, когда фронт армии начал рушиться и первые беглецы стали отходить к Кладбищенскому холму. На Кладбищенском холме Хэнкок встретил генерала Ховарда. Существуют различные версии их встречи; сам Хэнкок писал, что встретил Ховарда, уведомил его, что принимает командование, и тот согласился с этим решением. Ховард излагал события иначе: он писал, что предложил Хэнкоку возглавить левый фланг, а сам возглавил правый, и Хэнкок не возражал. В 1864 году Ховард настаивал на том, что командовал армией до 19:00, когда сдал командование Слокаму. Ещё позже в мемуарах он утверждал, что ничего не знал о назначении Хэнкока до 19:00. Один из адъютантов вспоминал, что Ховард отказался передать командование. По версии Эбнера Даблдея, Ховард не сдал командование, но попросил Хэнкока помочь навести порядок в войсках.
Генерал Шурц с чужих слов упоминает следующий диалог между Ховардом и Хэнкоком:
— Хорошо, генерал Ховард, я буду вторым по старшинству, но генерал Мид также приказал мне выбрать место для сражения за Пайп-Крик, — затем он окинул взглядом местность от Калпс-Хилл до Раунд-Топ и продолжил, — но я думаю, что это сильнейшая позиция из всех, что я видел, так что с вашего согласия я выбираю её для поля боя.
— Я думаю, это очень сильная позиция, генерал Хэнкок, очень сильная позиция.
— Прекрасно, сэр, я выбираю её для сражения.
Из дальнейших событий видно, что Хэнкок всё же принял командование: он отправил дивизию Уодсворта занять высоту Калпс-Хилл на правом фланге, а когда прибыла дивизия Гири, отправил её прикрыть левый фланг, хотя формально не имел права командовать частями XII корпуса. Джон Бьюфорд писал, что Хэнкок моментально привёл армию в превосходное (superb) положение для отражение возможной атаки. Хэнкок отправил Миду сообщение, что будет держаться до темноты, а тот пусть решит, отступать или держать позицию, хотя позиция неплоха. В 17:25 он отправил второе сообщение, где писал, что позиция сильна с фронта, но её можно легко обойти с фланга, что сражение затихает и до утра опасаться нечего, что он может отступить, хотя позиция не так уж и невыгодна. В 18:00 Хэнкок сдал командование генералу Генри Слокаму, вернулся в Тенитаун, описал Миду ситуацию, поспал несколько часов, а в полночь отправился в Геттисберг, чтобы командовать своим корпусом.
По воспоминаниям жителей Геттисберга, отдельные раненые шли через город весь день, но в 16:00 по улицам пошли повозки и артиллерийские упряжки. Одновременно офицеры объявили на улицах, что мятежники будут обстреливать город, поэтому всем женщинам и детям надлежит спрятаться в подвалах. Само отступление проходило почти без всякой организации; капитан 20-го Нью-Йоркского вспоминал крики «Первый корпус туда» и «Одиннадцатый корпус туда», но он не видел, кто кричал и не понимал, куда именно надо идти. Многие отступающие в городе потеряли свои подразделения и шли сами по себе, и только на Кладбищенском холме их собирали обратно в подразделения. Некоторые полки, как 19-й Индианский, потеряли ротную организацию, и офицеры приказали рядовым отступать в индивидуальном порядке. Полковник Уэйнрайт не заметил никаких признаков организации отступления, кроме того, что рядовые Первого корпуса шли по одной стороне улицы, а рядовые Одиннадцатого корпуса по другой. Он не заметил среди них паники, а некоторые даже разговаривали и шутили. Анна Гарлах вспоминала, что на Балтимор-Стрит перед её домом было так много людей, что она могла бы перейти улицу, ступая по их головам.
Дивизионный командир Томас Роули во время отступления оказался пьян, он задавал странные вопросы и раздавал «дикие и сумасшедшие приказы». На Кладбищенском холме он был арестован провост-маршалом дивизии Уодсворта. В апреле 1864 года его судили, но оправдали за недостаточностью свидетельств.
Дивизия Шиммельфенига отступала через город в хорошем порядке, а сам он попытался проехать к Кладбищенскому холму по Вашингтон-Стрит, повернул на восток по Брекинридж-Стрит, но там под ним убили лошадь. Он попытался пробраться к Балтимор-Стрит через двор дома Гарлаха, но увидел на Балтимор-Стрит южан, и ему пришлось спрятаться во дворе Гарлахов, где он пробыл до утра 4 июля.

## Последствия
Когда федеральная армия отступала через город, Роберт Ли поднялся на Семинарский хребет и изучил обстановку. Он увидел, что северяне отступают на Кладбищенский холм, и стал думать о том, возможно ли захватить эту высоту не втягиваясь в генеральное сражение. Хилл доложил, что его корпус не готов к наступлению, поэтому Ли решил поручить это задание корпусу Юэлла. Он не знал состояния корпуса Юэлла и характеристик подступов к Кладбищенскому холму, поэтому отдал решение на усмотрение Юэлла, которому было приказано «отбить холм у противника, если он считает это возможным, но избегать генерального сражения до прибытия остальных дивизий армии, которым уже сказано поторопиться».
Генерал Юэлл так же направлялся в Геттисберг. На поле к северу от города он встретил генерала Гордона, который сообщил, что противник отступает на Кладбищенский холм и надо незамедлительно атаковать эту высоту. Стало известно, что приближается дивизия Эдварда Джонсона, и Гордон сказал, что при содействии Джонсона сможет взять холм до темноты. Юэлл ничего не ответил, окружающим он показался «необычно сумрачным и молчаливым». Его пассивность неприятно удивила его штабных офицеров. «О, вот бы присутствия и воодушевления Старого Джека хотя бы на час!» — пробормотал Сэнди Пендлтон. Юэлл въехал в Геттисберг по Карлайской улице и там встретил майора Уолтера Тейлора с приказом от Ли. По версии Юэлла, Ли писал, что Юэлл должен взять холм, если ситуация благоприятствует тому (англ. if he could do so to advantage). На площади Геттисберга он встретил Гарри Хайса, который также предложил атаковать холм.
Вскоре прибыли Роудс и Эрли, и они также высказались за атаку. Однако Юэлл всё ещё считал своё положение невыгодным для атаки. Дивизия Роудса понесла тяжёлые потери и была дезорганизована, а дивизия Эрли была перегружена пленными. Дивизия Джонсона ещё не подошла. Юэлл почти решился на атаку, когда ему сообщили, что Ли не сможет поддержать его другими частями. Ли советовал атаковать холм только силами корпуса Юэлла, но при этом не ввязываться в генеральное сражение. Это сообщение повергло Юэлла в растерянность. Но существовала альтернатива: около Кладбищенского холма находился ещё один холм, известный как Калпс-Хилл. Захват этой высоты заставил бы противника оставить позицию без боя. Тримбл предложил захватить Калпс-Хилл незамедлительно, но Юэлл ждал дивизию Джонсона. Разведка донесла, что холм все ещё чист. Вскоре подошла дивизия Джонсона, и Юэлл приказал ей занять холм.
Когда Ли отправил приказ Юэллу, на Семинарском хребте появился генерал Лонгстрит. Он тоже изучил позицию федеральной армии, и предложил придерживаться наступательной стратегии при оборонительной тактике, то есть переместить всю армию южнее, отрезая Потомакскую армию от Вашингтона и вынуждая её атаковать южан на оборонительной позиции. Дуглас Фриман писал, что это было странное предложение для человека, который всего десять минут находился на поле боя. Фриман писал, что Лонгстрит предложил исключительно рискованный план: в отсутствие кавалерии армии пришлось бы вслепую двигаться по враждебной территории. Ли ответил, что он намерен атаковать противника на этой позиции. Лонгстрит возразил, что противник находится на этой позиции только потому, что ждёт, когда его там атакуют, что является хорошей причиной не делать этого.
После разговора с Лонгстритом Ли отправился лично посоветоваться с генералом Юэллом. Штурмовать Кладбищенский холм уже было поздно, но Ли хотел понять, что Юэлл готов делать на следующее утро. Говорил на этой встрече в основном Джубал Эрли: он сказал, что атаковать позиции противника на его участке невыгодно, поэтому разумнее наступать правым флангом. Ли сказал, что в таком случае имеет смысл перебросить корпус Юэлла на правый фланг. Эрли возразил, что нельзя отдавать уже захваченную позицию (и Юэлл согласился с ним). Ли был крайне разочарован этим ответом, но ему пришлось согласиться с тем, что атаковать придётся силами правого фланга, то есть, корпуса Лонгстрита, когда тот придёт на поле боя. Эрли пообещал поддержать эту атаку наступлением на своём участке. Ли вернулся в штаб и, после некоторых раздумий, всё же решил перевести корпус Юэлла на правый фланг. Он отправил соответствующий приказ, но Юэлл ответил, что Калпс-Хилл всё ещё не занят противником, и он надеется захватить его. Ли снова решил оставить корпус Юэлла на его месте.
Дуглас Фриман писал, что Ли принял решение возобновить атаки утром, и у этого решения были три альтернативы: он мог последовать совету Лонгстрита и продолжать маневрирование, он мог перейти к обороне и ждать атаки противника, и он мог отступить назад в Камберлендскую долину. Последний вариант — отступать с обозами за перевалы на виду противника — был слишком опасен, он так же не мог долго находится в обороне из-за проблем со снабжением армии, а предложение Лонгстрита не выдерживало критики со стратегической точки зрения. Семь лет спустя, писал Фриман, маршал Мак-Магон попытался осуществить подобный манёвр и это привело к разгрому при Седане.

### Потери
Согласно отчётам Потомакской армии, I корпус к началу боя имел 9500 человек и потерял 5600 человек, из которых 1600 — это пленные и пропавшие без вести. XI корпус насчитывал 7000 человек и потерял 3400, из них 1490 пленными и пропавшими без вести. Все эти потери были понесены в боях 1 июля. Оба эти корпуса вскоре прекратили своё существование: I корпус был расформирован в марте 1864 года, а дивизии XI корпуса в разное время были распределены по другим корпусам.
Со стороны Юга генерал Юэлл доложил о потере 2900 человек. Генерал Роудс утверждал, что 2500 из них пришлось на его дивизию. Дивизия Эрли потеряла предположительно 400 человек, из них 350 пришлись на бригаду Гордона.
Генерал Хилл не отчитался за потери 1 июля, но Генри Хет в одном месте писал, что его дивизия потеряла 2500 человек, а в другом, что 2700. Потери дивизии Пендера неизвестны, но полковник Перрин писал, что его бригада потеряла примерно половину из 1500 человек, и никак не менее 500. Скейлс доложил о потере 545 человек из 1400, но полковник Лоуренс, принявший командование после ранения Скейлса, утверждал, что в бригаде осталось всего 500 человек.
Данные о потерях Северовирджинской армии очень приблизительны, но по ним можно сделать вывод, что 9500 человек I федерального корпуса нанесли урон в 5900 человек дивизиям Хета, Пендера и Роудса, а 6000 человек XI корпуса нанесли урон примерно в 400 человек дивизии Эрли плюс возможно ещё 200 человек в бригадах Долса и О’Нила. I корпус находился на более выгодной позиции на хребте с участками леса. XI корпус из-за плохой позиции и малочисленности не имел шансов на успех, поэтому его командиры не виноваты в неудаче. Гарри Пфанц писал, что едва ли другие генералы смогли бы действовать эффективнее в их положении.

### Музеефикация
Усилия по увековечиванию событий сражения начались почти сразу после его завершения, уже в июле 1863 года. В 1864 году была сформирована организация Gettysburg Battlefield Memorial Association (GBMA), которая начала скупать землю под монументы. В 1893 году был создан Геттисбергский национальный парк, и GBMA передала ему 600 акров купленной земли и 320 установленных памятников. Геттисбергское поле боя стало наиболее полно сохранённым и музеефицированным в стране, но возникла проблема с сохранением памяти 1-го дня. Все усилия по музеефикации, особенно в ранний период, были сконцентрированы на событиях 2-го и 3-го дня сражения. Инициаторами были ветераны федеральной армии, которые старались увековечить в основном те события, где они были победителями, и не привлекать внимания к событиям, где они были проигравшей стороной.
Инициаторами сохранения памяти событий 1-го дня стали ветераны I корпуса, которые считали, что смогли задержать наступление противника, дали армии время на концентрацию, и не позволили Югу победить в тот день. Они так же утверждали, что удержали бы позицию, если бы не бегство XI корпуса. Мемориалы фиксировали в основном их успех в отражении атаки Дэвиса и Арчера. По этой причине Военный Департамент решил не устанавливать мемориала бригаде Петтигрю, чтобы не привлекать внимания к его успешному наступлению в тот день, а мемориал 26-му Северокаролинскому полку появился только в 1985 году. Ветеранские организации не были заинтересованы в скупке и сохранении полей на этом участке поля боя. Многие участки с тех пор были застроены, по ним проложены дороги, что стало серьёзной проблемой для Национального парка.
Кроме того, события 2-го и 3-го дня разворачивались в основном среди холмов и лесов, и национальному парку требовалось всего лишь скупить участки необработанной земли у частных владельцев. События же 1-го дня проходили в полях, а также на территории Геттисбергского Колледжа и Теологической Семинарии, которые с тех пор расширялись, и не были готовы уступать свою землю парку.

- Стенд на Семинарском хребте
- Маркер позиции 95-го Нью-Йоркского полка в лесу Шидс-Вуд
- Мемориал батарее Дилджера
- Орудие Уитворта на Дубовом холме